# Карачун, Виктор Николаевич
Ви́ктор Никола́евич Карачу́н (3 октября 1959, Минск, Белорусская ССР, СССР — 28 октября 2017, Смоленск, Россия) — советский и российский футболист, нападающий. Мастер спорта СССР (1988).
В 1981 году окончил Минский институт физической культуры.

## Карьера
Воспитанник ФШМ (Минск). Тренеры — Вячеслав Викторович Никитин и Леонид Михайлович Корзун. В 1972—1976 годах обучался в ФШМ. В 1976 году окончил среднюю школу № 114 города Минска. Состоял в ВЛКСМ.
В 1979 году выступал в составе сборной Белорусской ССР (1959 и 1960 годы рождения) на турнире «Переправа» (тренер — Геннадий Брониславович Абрамович).
В чемпионатах СССР выступал за минское и брестское «Динамо», «Целинник» (Целиноград), «Кайрат» (Алма-Ата), луганскую «Зарю» и «Подолье» (Хмельницкий).
В 1989 году трансфер Виктора Карачуна из «Кайрата» (высшая лига) в «Зарю» (вторая лига) стал одним из самых громких в СССР.
Также выступал за венгерские клубы «Кабай» и «Эгер». Вернувшись на родину, играл в минских командах «Смена» и «Мапид». Затем продолжил выступления в ЦСК ВВС «Кристалл» (Смоленск), «Оазис» (Ярцево) и ФК «Смоленск».

### Стиль игры
Забивал голы на любой вкус: со стандарта, ударом головой, после индивидуального прохода, со средней дистанции, особенно получались удары с дальней дистанции. Великолепно владел дриблингом и скоростной обводкой, имел отличный стартовый рывок.— «Рабочий путь». 28 октября 2017 года
После окончания профессиональной карьеры Карачун регулярно играл в товарищеских матчах с участием ветеранов. Выступал за сборную ветеранов СССР. Занимал руководящие посты в ФК «Смоленск», «Оазисе» и «Днепре».
Умер 28 октября 2017 года во время игры в товарищеском матче.

## Достижения
- Обладатель Кубка Федерации футбола СССР 1988.